# Campionati italiani assoluti di scherma del 1962
I Campionati italiani assoluti di scherma del 1962 sono stati organizzati dalla Federazione Italiana Scherma.
Nel fioretto, si sono aggiudicati i titoli dei campionati italiani Mario Curletto, che ha bissato il titolo del 1960,  e Antonella Ragno, campionessa italiana per la terza volta.
Il titolo della spada è andato a Giuseppe Delfino, alla sua terza affermazione dopo quelle del 1959 e 1960.
Nella sciabola Roberto Ferrari ha vinto il suo sesto titolo personale.
Nei campionati italiani a squadre maschili il Cassa Risparmio Milano ha vinto il suo terzo titolo nel fioretto, mentre la Società del Giardino di Milano ha vinto per la quinta volta nella spada; nella sciabola c'è stato il primo successo del Club Scherma Roma.
Il campionato italiano di fioretto a squadre femminile è andato per la prima volta agli Amatori Genova.

## Podi

### Uomini
| Specialità  | Oro                           | Argento | Bronzo |
| Individuali |                               |         |        |
| Fioretto    | Mario Curletto                | -       | -      |
| Spada       | Giuseppe Delfino              | -       | -      |
| Sciabola    | Roberto Ferrari               | -       | -      |
| A squadre   |                               |         |        |
| Fioretto    | Cassa Risparmio Milano -      | -       | -      |
| Spada       | Società del Giardino Milano - | -       | -      |
| Sciabola    | Club Scherma Roma -           | -       | -      |

### Donne
| Specialità  | Oro              | Argento | Bronzo |
| Individuali |                  |         |        |
| Fioretto    | Antonella Ragno  | -       | -      |
| A squadre   |                  |         |        |
| Fioretto    | Amatori Genova - | -       | -      |